# 鄭建國 (台灣)
鄭健國（英語：Roger Cheng，1959年5月25日—），為台灣著名的化妝造型設計師，出生於台北。父親是上海商人，母親是京劇名伶。

## 簡歷
鄭建國畢業於中國文化大學戲劇系國劇組，1986年時陳淑樺《浪跡天涯》專輯做造型，為首次擔任的藝人化妝工作。其曾經合作的藝人包括林青霞、鍾楚紅、張國榮、關芝琳、張曼玉、崔苔菁、張小燕、梁朝偉、莫文蔚、徐若瑄、金城武、梁詠琪、張惠妹、張宇、蕭亞軒、陶晶瑩、藍心湄、林慧萍、順子、王力宏、李玟、S.H.E、許慧欣、楊乃文、王菲、舒淇等等。
曾擔任《超級星光大道》和《華人星光大道》的常駐評審，同時負責改善入選參賽者的台上形象。

## 節目主持
- TVBS【流行追蹤】主持人
- 《超級星光大道》常駐評審、入選參賽者指定造型師

## 相關作品

### VOGUE 雜誌作品
- 劉若英
- 莫文蔚
- 梁詠琪

### 演唱會整體造型作品
- 張惠妹
- 張國榮

### 唱片專輯整體造型作品
- elva 蕭亞軒
- eVonne 許慧欣
- Tiger 黃小琥

### 自創品牌
- CITTA化妝品，名字取自梵文，意為「心」。
- CITTA 2007年因香港公司撤資喊停，停止營運。
- 2012年重新經營彩妝品牌，他將品牌名稱citta改為citta by Roger。
- 2013年8月 citta by Roger也已結束營運。[1]

### 出版書籍
- 2008年 藏拙
- 2012年 妳值得更美：Roger鄭健國的第一本美麗方法書

## 廣告代言
- 海倫仙度絲（Head & Shoulders）
- 蜜斯佛陀（Max Factor）
- 真愛密碼（J'code）
- 統一超商
- 亞曼尼CASA
- 三星電子
- 現代汽車 i30

## 外部連結
- Roger鄭健國的Facebook專頁
- ROGER'S BLOG :: 痞客邦PIXNET :: （页面存档备份，存于）
- 鄭建國在互联网电影资料库（IMDb）上的資料（英文）